# Lincoln County, Maine
Lincoln County är ett administrativt område i delstaten Maine, USA. Lincoln är ett av sexton countyn i staten och ligger i den södra delen i Maine. År 2010 hade Lincoln County 34 457 invånare. Den administrativa huvudorten (county seat) är Wiscasset. Countyt är det snabbast växande i Maine och har fått sitt namn efter den engelska staden Lincoln.

## Geografi
Enligt United States Census Bureau så har countyt en total area på 1 813 km². 1 181 km² av den arean är land och 632 km² är vatten.

### Angränsande countyn
- Kennebec County, Maine - nord
- Waldo County, Maine - nordöst
- Knox County, Maine - öst
- Sagadahoc County, Maine - väst